# 가브리엘 바티스투타
가브리엘 오마르 바티스투타(스페인어: Gabriel Omar Batistuta, 1969년 2월 1일, 아르헨티나 산타페주 레콩키스타 ~ )는 바티골(Batigoal)이라는 별명을 갖고 있는 아르헨티나의 전 축구 선수로, 스트라이커로 활약하였다. 바티스투타는 22살에 처음 축구를 시작했으며 선수 생활의 대부분을 피오렌티나에서 보냈으며, 세리에 A에서 318경기에 나와 184골을 넣어 세리에 A 역대 9번째로 가장 많은 골을 넣은 선수이다. 아르헨티나 대표팀에서는 77경기에 출장해 54골을 넣어 아르헨티나 대표팀 역대 2번째로 득점을 많이 한 선수이며, 2004년 펠레가 선정한 FIFA 100에 지명되었다.
뉴얼스 올드 보이스, 리버 플레이트, 보카 주니어스, ACF 피오렌티나, AS 로마, FC 인테르나치오날레 밀라노 (임대), 알아라비 SC에서 차례로 활동했으며, 2005년 현역에서 은퇴하였다.
그는 그가 뛰었던 팀들 중 피오렌티나에 대한 충성심이 매우 강했으며, 그는 로마로 이적하여 피오렌티나를 상대로 골을 넣었을 때 눈물을 흘리면서 그라운드의 로맨티스트로 불렸다.

## 플레이 스타일
오직 자신의 개인기에만 의존하는 플레이만 고집하며 패스를 안 하기로 유명하다. 이 때문에 그 자신도 골결정력이 뛰어난 클라우디오 로페스는 이러한 바티의 취향 때문에 어시스트만 할 수밖에 없었으며 이것이 아르헨티나 축구 국가대표팀에게는 취약점으로 작용했다. 특히 2002년 FIFA 월드컵에서는 스웨덴 축구 국가대표팀이 이러한 바티스투타의 문제점을 최대한 활용하여 우세한 경기를 펼치며 막판에 에르난 크레스포가 넣은 골로 무승부를 낼 때까지 시종일관 아르헨티나보다 우세한 경기를 했다. 이것이 문제가 되어 호세 페케르만 감독은 바티스투타를 2006년 FIFA 월드컵의 엔트리에서 제외시켰다.

## 경력
- 1991년 코파 아메리카 국가대표
- 1992년 킹 파흐드컵 국가대표
- 1993년 코파 아메리카 국가대표
- 1994년 FIFA 월드컵 국가대표
- 1995년 킹 파흐드컵 국가대표
- 1995년 코파 아메리카 국가대표
- 1998년 FIFA 월드컵 국가대표
- 2002년 FIFA 월드컵 국가대표

## 수상

#### 리버 플레이트
- 프리메라 디비시온 : 1989-90

#### 보카 주니어스
- 프리메라 디비시온 : 1991

#### 피오렌티나
- 코파 이탈리아 : 1995-96
- 수페르코파 이탈리아나 : 1996

#### 로마
- 세리에 : 2000-01
- 수페르코파 이탈리아나 : 2001

#### 아르헨티나
- 코파 아메리카 : 1991, 1993
- FIFA 컨페더레이션스컵 : 1992

#### 개인
- 발롱도르 : 4위 (1999), 6위 (1998), 7위 (2000)
- FIFA 올해의 선수 : 3위 (1999), 4위 (2000), 5위 (1998)
- 코파 아메리카 득점왕 : 1991, 1995
- FIFA 컨페더레이션스컵 득점왕 : 1992
- 세리에 득점왕 : 1994-95
- 세리에 올해의 외국인 선수 : 1999
- 코파 이탈리아 득점왕 : 1995-96
- FIFA 월드컵 실버슈 : 1998
- 카타르 리그 득점왕 : 2003-04
- 아르헨티나 협회 선정 자국 베스트 : 2015
- 이탈리아 축구 명예의 전당 : 2013
- 피오렌티나 명예의 전당 : 2014
- 로마 명예의 전당 : 2015
- FIFA 100 : 2004